# Élections de l'assemblée de Londres en 2004
Les élections de l'assemblée de Londres en 2004 se sont tenues le 10 juin 2004. Il y a deux scrutins, le scrutin dans les circonscriptions et le scrutin régional. Ces élections se déroulent le même jour que les élections du maire de Londres et des élections européennes.

## Composition de l'Assemblée élue
| Parti               | Circonscription | Régional | Total   |
| ------------------- | --------------- | -------- | ------- |
| Conservateur        | 9 / 14          | 0 / 11   | 9 / 25  |
| Parti travailliste  | 5 / 14          | 2 / 11   | 7 / 25  |
| Libéraux-démocrates | 0 / 14          | 5 / 11   | 5 / 25  |
| Vert                | 0 / 14          | 2 / 11   | 2 / 25  |
| UKIP                | 0 / 14          | 2 / 11   | 2 / 25  |
| Total               | 14 / 14         | 11 / 11  | 25 / 25 |

## Élus dans les circonscriptions
| Circonscription        | Sortant | Sortant           | Élu | Élu               |
| ---------------------- | ------- | ----------------- | --- | ----------------- |
| Barnet and Camden      |         | Brian Coleman     |     | Brian Coleman     |
| Bexley and Bromley     |         | Bob Neill         |     | Bob Neill         |
| Brent and Harrow       |         | Toby Harris       |     | Bob Blackman      |
| City and East          |         | John Biggs        |     | John Biggs        |
| Croydon and Sutton     |         | Andrew Pelling    |     | Andrew Pelling    |
| Ealing and Hillingdon  |         | Richard Barnes    |     | Richard Barnes    |
| Enfield and Haringey   |         | Nicky Gavron      |     | Joanne McCartney  |
| Greenwich and Lewisham |         | Len Duvall        |     | Len Duvall        |
| Havering and Redbridge |         | Roger Evans       |     | Roger Evans       |
| Lambeth and Southwark  |         | Val Shawcross     |     | Val Shawcross     |
| Merton and Wandsworth  |         | Elizabeth Howlett |     | Elizabeth Howlett |
| North East             |         | Meg Hillier       |     | Jennette Arnold   |
| South West             |         | Tony Arbour       |     | Tony Arbour       |
| West Central           |         | Angie Bray        |     | Angie Bray        |

## Élus au scrutin régional
| Liste                   | Élu               | Élu                |
| ----------------------- | ----------------- | ------------------ |
| Liste libéral-démocrate |                   | Lynne Featherstone |
| Liste libéral-démocrate | Graham Tope       |                    |
| Liste libéral-démocrate | Sally Hamwee      |                    |
| Liste libéral-démocrate | Mike Tuffrey      |                    |
| Liste libéral-démocrate | Dee Doocey        |                    |
| Liste verte             |                   | Darren Johnson     |
| Liste verte             | Jenny Jones       |                    |
| Liste travailliste      |                   | Nicky Gavron       |
| Liste travailliste      | Murad Qureshi     |                    |
| Liste UKIP              |                   | Damian Hockney     |
| Liste UKIP              | Peter Hulme-Cross |                    |

## Modification en cours de mandat
| Circonscription | Date | Nom                | Parti | Parti               | Successeur | Parti | Parti               |
| --------------- | ---- | ------------------ | ----- | ------------------- | ---------- | ----- | ------------------- |
| Régional        | 2005 | Lynne Featherstone |       | Libéraux-démocrates | Geoff Pope |       | Libéraux-démocrates |
| Régional        | 2005 | Damian Hockney     |       | UKIP                | -          |       | One London          |
| Régional        | 2005 | Peter Hulme-Cross  |       | UKIP                | -          |       | One London          |